# Copas Regionales de Alemania 2019-20
La Verbandspokal 2019-20 (español: Copas Regionales de Asociación 2019-20) constó de veintiuna competiciones de copa regionales, la Verbandspokal es la competencia clasificatoria para la DFB-Pokal 2020-21.
Todos los clubes de la 3. Liga y más abajo podían ingresar a la Verbandspokale regional, sujeto a las reglas y regulaciones de cada región. Los clubes de la Bundesliga y 2. Bundesliga no pudieron entrar, sino que se clasificaron directamente para la primera ronda de la DFB-Pokal. Los equipos de reserva no podían participar en la DFB-Pokal o el Verbandspokale. La asociación regional de fútbol que la organiza establece las reglas precisas de cada Verbandspokal regional.
Los veintiún ganadores se clasificaron para la primera ronda de la Copa de Alemania en la siguiente temporada. Tres clubes adicionales también se clasificaron para la primera ronda de la Copa de Alemania, que son de las tres asociaciones estatales más grandes, Baviera, Westfalia y Baja Sajonia. La Copa de Baja Sajonia se dividió en dos caminos, uno para los equipos de 3. Liga y Regionalliga Nord y uno para los equipos de las ligas inferiores. Los ganadores de ambos caminos calificaron para la DFB-Pokal. En Baviera, el equipo, que no era reserva, de la Regionalliga Bayern mejor clasificado calificó para la DFB-Pokal, mientras que en Westfalia se realizó un desempate para determinar este club.
Las finales de las competiciones Verbandspokal, programadas originalmente para el 23 de mayo de 2020, se pospusieron para fechas posteriores debido a la pandemia COVID-19 en Alemania. El 9 de julio, la nueva la fecha se fijó para el 22 de agosto de 2020.

## Competiciones
Las finales de las competiciones Verbandspokal 2019-20 (los ganadores figuran en negrita):
| Copa                                                                                           | Fecha                   | Ciudad                | Estadio                         | Equipo 1                   | Resultado              | Equipo 2                     |
| ---------------------------------------------------------------------------------------------- | ----------------------- | --------------------- | ------------------------------- | -------------------------- | ---------------------- | ---------------------------- |
| Copa de Baden (temporada 2019-20)                                                              | 22 de agosto de 2020    | Hoffenheim            | Dietmar Hopp Stadion            | Nöttingen (OL)             | 1–4                    | Waldhof Mannheim (3L)        |
| Copa de Baviera (temporada 2019-20)                                                            | 5 de septiembre de 2020 | Múnich                | Grünwalder Stadion              | 1860 Múnich (3L)           | 0–0 (t. s.) (4:1) (p.) | Wurzburgo Kickers (3L)       |
| Copa de Berlín (temporada 2019-20)                                                             | 22 de agosto de 2020    | Berlín                | Friedrich-Ludwig-Jahn-Sportpark | Altglienicke (RL)          | 6–0                    | Viktoria Berlín (RL)         |
| Copa de Brandenburgo (temporada 2019-20)                                                       | 22 de agosto de 2020    | Luckenwalde           | Werner-Seelenbinder-Stadion     | Unión Fürstenwalde (RL)    | 2–1                    | Babelsberg (RL)              |
| Copa de Bremen (temporada 2019-20)                                                             | 22 de agosto de 2020    | Bremen                | Florian Wellmann Stadion        | Blumenthaler (OL)          | 2–3 (t. s.)            | Oberneuland (OL)             |
| Copa de Hamburgo (temporada 2019-20)                                                           | 22 de agosto de 2020    | Hamburgo              | Wolfgang-Meyer-Sportanlage      | Eintracht Norderstedt (RL) | 5–1                    | Sasel (OL)                   |
| Copa de Hesse (temporada 2019-20)                                                              | 22 de agosto de 2020    | Fráncfort del Meno    | PSD Bank Arena                  | FSV Fráncfort (RL)         | 0–1                    | Steinbach Haiger (RL)        |
| Copa del Bajo Rin (temporada 2019-20)                                                          | 22 de agosto de 2020    | Essen                 | Stadion Essen                   | Rot-Weiss Essen (RL)       | 3–1                    | Kleve (OL)                   |
| Copa de Baja Sajonia (temporada 2019-20 (3. Liga/Regionalliga)) (temporada 2019-20 (amateurs)) | 23 de agosto de 2020    | Rehden                | Sportplatz Waldsportstätten     | BSV Rehden (RL)            | 1–4                    | Havelse (RL)                 |
| Copa de Baja Sajonia (temporada 2019-20 (3. Liga/Regionalliga)) (temporada 2019-20 (amateurs)) | 22 de agosto de 2020    | Hannover              | Eilenriedestadion               | Gifhorn (OL)               | 2–3                    | Eintracht Celle (OL)         |
| Copa de Mecklemburgo-Pomerania (temporada 2019-20)                                             | 22 de agosto de 2020    | Rostock               | Ostseestadion                   | Hansa Rostock (3L)         | 3–0                    | Torgelower (OL)              |
| Copa del Rin Medio (temporada 2019-20)                                                         | 22 de agosto de 2020    | Bonn                  | Sportpark Nord                  | Düren (OL)                 | 1–0                    | Alemannia Aquisgrán (RL)     |
| Copa de Renania (temporada 2019-20)                                                            | 22 de agosto de 2020    | Coblenza              | Stadion Oberwerth               | Karbach (OL)               | 0–5                    | Engers 07 (OL)               |
| Copa de Sarre (temporada 2019-20)                                                              | 22 de agosto de 2020    | Elversberg            | Waldstadion Kaiserlinde         | Homburgo (RL)              | 2–2 (t. s.) (4:5) (p.) | Elversberg (RL)              |
| Copa de Sajonia (temporada 2019-20)                                                            | 22 de agosto de 2020    | Eilenburg             | Ilburg-Stadion                  | Eilenburgo (OL)            | 1–2                    | Chemnitzer (3L)              |
| Copa de Sajonia-Anhalt (temporada 2019-20)                                                     | Cancelado               | Cancelado             | Cancelado                       | Cancelado                  | Cancelado              | Cancelado                    |
| Copa de Schleswig-Holstein (temporada 2019-20)                                                 | 22 de agosto de 2020    | Malente               | Uwe Seeler Fußball Park         | Lübeck (RL)                | 2–3                    | Todesfelde (OL)              |
| Copa de Baden del Sur (temporada 2019-20)                                                      | 22 de agosto de 2020    | Friburgo de Brisgovia | Schwarzwaldstadion              | Rielasingen-Arlen (OL)     | 3–0                    | Oberachern (VL)              |
| Copa del Suroeste (temporada 2019-20)                                                          | 22 de agosto de 2020    | Pirmasens             | Sportpark Husterhöhe            | Kaiserslautern (3L)        | 0–0 (t. s.) (5:3) (p.) | Alemannia Waldalgesheim (VL) |
| Copa de Turingia (temporada 2019-20)                                                           | 22 de agosto de 2020    | Jena                  | Ernst-Abbe-Sportfeld            | Martinroda (OL)            | 2–8                    | Carl Zeiss Jena (3L)         |
| Copa de Westfalia (temporada 2019-20)                                                          | 22 de agosto de 2020    | Kamen                 | Sportschule Kaiserau            | Meinerzhagen (OL)          | 2–0                    | Schermbeck (OL)              |
| Copa de Wurtemberg (temporada 2019-20)                                                         | 22 de agosto de 2020    | Stuttgart             | GAZI-Stadion auf der Waldau     | Balingen (RL)              | 0–3                    | Ulm (RL)                     |

| División de la temporada. | División de la temporada. |
| ------------------------- | ------------------------- |
| (3L)                      | 3. Liga                   |
| (RL)                      | Regionalliga (4. Liga)    |
| (OL)                      | Oberliga (5. Liga)        |
| (VL)                      | Verbandsliga (6. Liga)    |